# Campeonato Mundial de Ciclocrós de 2021
El LXXII Campeonato Mundial de Ciclocrós se celebró en Ostende (Bélgica) del 30 al 31 de enero de 2021 bajo la organización de la Unión Ciclista Internacional (UCI) y la Federación Belga de Ciclismo.

## Medallistas
| Evento    | Oro                                 | Plata                          | Bronce                        |
| --------- | ----------------------------------- | ------------------------------ | ----------------------------- |
| Masculino | Mathieu van der Poel · Países Bajos | Wout van Aert · Bélgica        | Toon Aerts · Bélgica          |
| Femenino  | Lucinda Brand · Países Bajos        | Annemarie Worst · Países Bajos | Denise Betsema · Países Bajos |

### Masculino
| Puesto            | Ciclista               | País         | Tiempo  |
| ----------------- | ---------------------- | ------------ | ------- |
| Medalla de oro    | Mathieu van der Poel   | Países Bajos | 58:57   |
| Medalla de plata  | Wout van Aert          | Bélgica      | 59:34   |
| Medalla de bronce | Toon Aerts             | Bélgica      | 1:00:21 |
| 4                 | Thomas Pidcock         | Reino Unido  | 1:00:34 |
| 5                 | Laurens Sweeck         | Bélgica      | 1:01:02 |
| 6                 | Michael Vanthourenhout | Bélgica      | 1:01:11 |
| 7                 | Eli Iserbyt            | Bélgica      | 1:01:15 |
| 8                 | Quinten Hermans        | Bélgica      | 1:01:20 |

### Femenino
| Puesto            | Ciclista                   | País           | Tiempo |
| ----------------- | -------------------------- | -------------- | ------ |
| Medalla de oro    | Lucinda Brand              | Países Bajos   | 46:53  |
| Medalla de plata  | Annemarie Worst            | Países Bajos   | 47:01  |
| Medalla de bronce | Denise Betsema             | Países Bajos   | 47:12  |
| 4                 | Clara Honsinger            | Estados Unidos | 47:45  |
| 5                 | Yara Kastelijn             | Países Bajos   | 47:57  |
| 6                 | Ceylin del Carmen Alvarado | Países Bajos   | 48:05  |
| 7                 | Evie Richards              | Reino Unido    | 48:06  |
| 8                 | Sanne Cant                 | Bélgica        | 48:36  |